# Tržić
Tržić es una localidad de Croacia en el municipio de Klinča Sela, condado de Zagreb.

## Geografía
Se encuentra a una altitud de 198 m s. n. m. a 34,7 km de la capital nacional, Zagreb.

## Demografía
En el censo 2011, el total de población de la localidad fue de 115 habitantes.
Según estimación 2013 contaba con una población de 111 habitantes.